# 大きな古時計
- 大きな古時計[1]
- 大きな古どけい[1]

「大きな古時計」（おおきなふるどけい、英: Grandfather's Clock）は、アメリカ合衆国のポピュラー・ソング。
「おじいさんの古時計」という邦題もある。
作詞・作曲はヘンリー・クレイ・ワークで、1876年に発表され、当時アメリカで楽譜が100万部以上売れた。
歌の主軸となっている背の高い振り子のついた時計は、英語でGrandfather’s Clock(おじいさんの時計)と呼ばれる。同型の時計は17世紀にオランダで発明されており、イギリスに紹介された当初はLong Case Clock(長い箱の時計)という名称であったが、同曲が流行したことでこのような名称が定着した。
2006年（平成18年）に文化庁と日本PTA全国協議会が「日本の歌百選」に選定。

## 内容
「おじいさんが生まれた時から90年間（保富康午による日本語詞では100年間）ずっと時を刻み続けてきた大きなのっぽの古時計が、おじいさんが亡くなった後の今では、もう動かなくなっている」という内容である。

## 作詞に至る実話
ワークが1874年にイギリスを旅行した際、ダラムにある「ジョージ・ホテル」に泊まった。このホテルの玄関ロビーに動いていない大きな振り子時計が置いてあった。ホテルのスタッフに理由をたずねると、数年前までそのホテルはジェンキンスという兄弟が経営していた。ある日、弟が死亡すると時計が狂い出した。そのすぐ後に兄も世を去るとついに時計は止まってしまった。針がさしていた時刻はちょうど兄が亡くなった時刻と同じであった（このように、たまたま止まった時計の時刻が分針の単位で一致する確率は720分の1である）。その後、修理しても2度と動き出すことはなかったという。

## 歌詞
My grandfather's clock was too large for the shelf,

So it stood ninety years on the floor.

It was taller by half than the old man himself,

Though it weighed not a penny weight more.

It was bought on the morn of the day that he was born,

And was always his treasure and pride.

But it stopped short, never to go again

When the old man died.
CHORUS:

Ninety years with out slumbering, tick, tock, tick, tock

His life seconds numbering, tick, tock, tick, tock

It stopped short, never to go again

When the old man died.
In watching its pendulum swing to and fro

Many hours had he spent while a boy.

And in childhood and manhood the clock seemed to know

And to share both his grief and his joy.

For it struck twenty-four when he entered at the door

With a blooming and beautiful bride.

But it stopped short, never to go again

When the old man died.

CHORUS
My grandfather said that of those he could hire,

Not a servant so faithful he found.

For it wasted no time, and had but one desire,

At the close of each week to be wound.

And it kept in its place, not a frown upon its face

And its hand never hung by its side.

But it stopped short, never to go again

When the old man died.

CHORUS
It rang an alarm in the dead of the night

An alarm that for years had been dumb.

And we knew that his spirit was pluming for flight

That his hour of departure had come.

Still the clock kept the time with a soft and muffled chime

As we silently stood by his side.

But it stopped short, never to go again

When the old man died.

CHORUS
和訳
私のおじいさんの時計は、大きすぎて棚に入らなかった。

だから、90年間床に置かれていた。

その高さはおじいさんの身長の1.5倍あった。

しかし、その重さは1ペンス硬貨1枚分ほども違わなかった。

時計はおじいさんが生まれた日の朝に購入された物で、おじいさんの宝物であり自慢の種だった。

しかし、その時計はぴたりと止まってしまい、二度と動くことはなかった。

おじいさんが亡くなったその時に。
90年間休むことなくチクタク、

彼の人生の一秒一秒を刻み続けた。チクタク、チクタクと

しかし、ぴたりと止まってしまい、二度と動くことはなかった。

おじいさんが亡くなったその時に。
おじいさんは少年の頃、振り子があっちに、こっちに揺れるのを眺めて長い時間を過ごしていた。

時計は、子供の頃の彼も、大人になってからの彼も知っていて、

彼と喜びや悲しみも分かち合ったようだった。

彼が綺麗な花嫁と共にドアから入った時には、時計は鐘を24回鳴らしてそれを祝った。

しかし、その時計はぴたりと止まってしまい、二度と動くことはなかった。

おじいさんが亡くなったその時に。
おじいさんはこんなことを言っていた。

今まで雇ってきた使用人の中で、

この時計ほど忠実なものはいなかったと。

時間を一切無駄にはせず、求めることはただ一つ、 

週の終わりにネジを巻いてもらうことだけ。 

持ち場を離れず、いやな顔一つせず、だらしなく手をぶら下げることもない。

しかし、その時計はぴたりと止まってしまい、二度と動くことはなかった。

おじいさんが亡くなったその時に。
真夜中、時計が鐘を鳴らした。

もう何年も鳴っていなかったのに。

私達は気づいていた、彼の魂は天に昇ろうとしていると。

彼が旅立つ時が来たのだと。

その時計は柔らかくくぐもった音でまだ時を刻み続けていた、
私達が静かに彼の傍にいる間も。

しかし、ぴたりと止まってしまい、二度と動くことはなかった。

おじいさんが亡くなったその時に。

## 日本での受容

### 1940年（お祖父さんの時計）
戦前の1940年に、吉本興業（東京吉本）所属の子供歌手兼タップダンサー・ミミー宮島による歌唱、門田ゆたか作詞、仁木他喜雄編曲で「お祖父さんの時計」としてリリース。1943年に製造中止となるまでに5173枚のレコードを売り上げた。
このときの歌詞は原詞とは全く異なり、シンデレラをモチーフとしたものだった。「お祖父さんの時計」は2004年にコロムビアミュージックエンタテインメント（現・日本コロムビア）から発売されたオムニバスCD『舶来流行歌 笑・撃篇』をはじめとした複数のCDに収録されている。

### 1962年（みんなのうた）
1962年にNHKのテレビ番組『みんなのうた』で、保富康午の訳詞によって「大きな古時計」として放送され、日本人の間に急速に浸透した。歌を担当したのは立川清登と長門美保歌劇団児童合唱部。映像は谷内六郎製作のアニメ。放送では1番と2番のラストが削られた。
現在日本でよく知られている歌詞は、この時のものである。後に、NHKのテレビ番組『おかあさんといっしょ』などでも歌われるようになった。
初放送から11年後の1973年には音声はそのままで、竹口義之製作のカラーアニメに映像を変更したリメイク版が放送、NHKの本部が1973年7月に渋谷区神南のNHK放送センターへ移転する前で、1961年4月からの『おお牧場はみどり』以来12年間続いた千代田区内幸町のNHK東京放送会館時代で最後の曲となった。竹口義之作品で渋谷移転後の最初の曲は1974年の『想い出のグリーングラス』。
この保富による訳詞は1966年以後、日本の音楽教科書にもたびたび取り上げられている。
チャカと昆虫採集（1991年発売『うたの引力実験室』に収録）、松崎ナオ（1998年発売『正直な人』収録）、平井堅（2002年発売）などのJ-POP歌手によるカバーが存在する。
1998年頃に渡哲也が知人の経営するカラオケスナックで歌ったときの音源が2019年発売『石原裕次郎・渡哲也 プライベート』に収録された。

#### 原詞との相違点
保富による日本語詞は、英語原詞に近いものだが、以下の相違点がある。
- 歌詞中のおじいさんの年齢は、原詞では90歳だが、保富による日本語詞では「90年では響きが悪い」との理由で100歳に変更された[6]。
- 原詞では4番まであり、3番の詞は「おじいさんが時計を褒め称える」内容であるが、保富による日本語詞では3番が丸ごとカットされている。
- 原詞には「The old man died（おじいさんが死んだ）」という歌詞が頻繁に出てくるが、保富による日本語詞では保富の意向で3番（英語版の4番に相当）で「天国へのぼる」とあるのみで直接的には老人の死が表現されていない。

#### 収録作品（『みんなのうた』関連）
オリジナル版
- NHK みんなのうた 50 アニバーサリー・ベスト 〜おしりかじり虫〜 （2011年4月27日 ビクターエンタテインメント）- 1973年版収録
- NHK みんなのうた 50 アニバーサリー・ベスト 〜大きな古時計〜（2011年4月27日 ソニー・ミュージックダイレクト）- 2002年版収録
- NHK みんなのうた 第4集（2011年4月22日 NHKエンタープライズ）- 1973年版(映像)収録

### 2002年（平井堅）
日本の男性シンガーソングライターの平井堅の通算16枚目のシングル。2002年8月28日に発売。発売元はデフスターレコーズ（ソニー・ミュージックエンタテインメント系列）。
平井が幼少の頃、母親から歌い聴かされていた曲で､コンセプト・ライブ「Ken's Bar」でも歌っていた。そんな思い入れのある曲のルーツをたどる番組『平井堅 楽園の彼方に〜アメリカ・大きな古時計を探して〜』（2001年8月放映・NHK)を制作する中でCD化が決定され、同曲が初めて『みんなのうた』で紹介されてから40年を迎える2002年にリリースされることが2001年7月9日に発表された。番組が放送されると直後から問い合わせが殺到したこともあり、2002年8月 - 9月の『みんなのうた』でも放送されることになった。
『みんなのうた』元プロデューサーの川崎龍彦は「番組で放送する楽曲において大きなテーマ、メッセージを扱うことは押しつけがましくなったり、理屈っぽくなってしまうため難しい。しかし本曲はそのハードルを軽々と超えた楽曲である」と語っている。またこの楽曲を「生と死」を見つけた重いテーマの歌と位置付けており、2002年版のアニメーションを通して、これは「おじいさんの死」を通じて脈々と引き継がれるいのちを歌い上げる賛歌であると語っている。また音楽プロデューサー吉田敬によると、当初周りのスタッフからは、R&B歌手としてブレイクした平井にR&Bと正反対の曲を歌わせることに猛反対を受けたという。
平井は本作で初のオリコンシングルチャート1位を獲得し、累計出荷枚数85万枚（90万枚とも）を記録する大ヒットとなった。同年の『第53回NHK紅白歌合戦』に出場した際には、モデルになったと言われている時計のあるアメリカ・マサチューセッツ州グランビーから中継で歌った。また2003年には第75回選抜高等学校野球大会開会式の入場行進曲に選定された。
シングルジャケットには、平井が小学4年生の頃に実家の時計をモデルにして描き、三重県名張市学童展にて金賞を受賞した絵が使用されている。アーティスト写真に実家にある実際の古時計が使われた。日本語詞は保富康午による。また平井の楽曲の多くにプロデューサーとして関わっている亀田誠治が本曲で初めて起用されている。オリジナルとの違いは、2番の一部だけサビがなく、3番でサビの最後の部分が2回歌われている。
カップリング曲の「PAUL」は平井のオリジナル曲。かつて飼っていた犬に対する思い出をつづった歌で「大きな古時計」と曲のコンセプトが類似するという理由で収録された。
収録内容
| #  | タイトル                      | 作詞・作曲                        | 編曲     | 時間 |
| -- | ----------------------------- | --------------------------------- | -------- | ---- |
| 1. | 「大きな古時計」              | Henry Clay Work（訳詩: 保富康午） | 亀田誠治 | 4:46 |
| 2. | 「Grandfather's clock」(原詞) | Henry Clay Work                   | 亀田誠治 | 4:47 |
| 3. | 「大きな古時計」(less vocal)  | Henry Clay Work                   | 亀田誠治 | 4:48 |
| 4. | 「PAUL」                      | 平井堅                            | 鈴木大   | 3:41 |

### 2021年（映画『大きな古時計』オリジナル・サウンドトラック）
収録内容
| #  | タイトル                      | 作詞・作曲                             | 編曲     | 時間 |
| -- | ----------------------------- | -------------------------------------- | -------- | ---- |
| 1. | 「Grandfather's clock」(原詩) | Henry Clay Work                        | 谷口尚久 | 3:05 |
| 2. | 「月になる」                  | 観月.                                  | 谷口尚久 | 3:41 |
| 3. | 「序曲」                      | 川島ケイジ                             | 谷口尚久 | 4:01 |
| 4. | 「大きな古時計」              | Henry Clay Work（訳詩: 保富康午）      | 谷口尚久 | 3:27 |
| 5. | 「RIGHT NOW」                 | 作詞：谷口尚久、作曲：谷口尚久・川畑要 | 谷口尚久 | 2:53 |

### その他の訳詞・替え歌
高石ともやとザ・ナターシャー・セブンのアルバム『107 SONG BOOK Vol．11 想いでの赤いヤッケ。』（1979年発売）で、高石ともやの訳詞によって「おじいさんの古時計」としてカバーされた。この訳詞では、おじいさんの年齢は80歳である。
2002年に伊藤秀志が平井堅によるリメイク版に触発され、「大きな古時計」を「zuzuバージョン」として秋田弁でカバーした。2009年に日本テレビの『誰も知らない泣ける歌』で披露した際は、「フランス語に聞こえる」と紹介された。
関西で放送中の「ゼロホーム」のCMでフリーダイヤルを読み上げる際にサビ部分(替え歌)が使用されている。また、ゼロホームのイメージキャラクター「100年住宅戦隊ゼロ7（セブン）」のテーマソングとして替え歌が使用されている。
制服向上委員会が「おじいさんと同じ」として自由民主党の政策を風刺・批判した替え歌を歌った。2013年10月1日発売のアルバム『3あくついほう!』に収録されている。

## 続篇・アンサーソング・パロディーソング
- 2年後の1878年に、ワークは古時計のその後を歌った続編『 Sequel to "Grandfather's Clock"』を発表した。新しい時計が壁にかけられて古時計はがらくた屋に売り払われ、バラバラに解体されてしまったことを孫が嘆くという歌詞の内容となっている[22]。しかし、前作のようなヒットには至らなかった。
- チェコのカントリーミュージックバンド、Taxmeniはワークの歌詞に続けて、孫が自分の息子の誕生と同時に新しい時計を購入した後の出来事を歌っている[23]。
- 日本のロックバンド、In the Soupが2000年7月20日に発売したシングル『あの頃は〜大きなノッポの古時計〜』は、『大きな古時計』のアンサーソングである（イントロで『大きな古時計』の一部の歌詞を歌っている）。
- 日本のシンガーソングライターでコメディアンの所ジョージが2006年に発売のアルバム『安全第二』に「豪華な金時計」というパロディーソングを収録している[24]。内容は怖い人が腕にはめていた18金の腕時計について歌われている。

## 絵本
作者のヘンリー・クレイ・ワークの自伝を描いた。
- 絵本『大きな古時計』2022年12月、ベンテンエンタテインメント

本曲を題材とした絵本。いずれも保富康午の訳詞を使っている。
- 『大きな古時計』2002年8月、ピンナップスアーティスト[25]、学研、ISBN 4052017978。
　平井堅が歌う『大きな古時計』を絵本化したもの。平井堅直筆の歌詞と『みんなのうた』で放映された塩田雅紀のイラストレーション（未発表シーンも含む）で構成されている。巻末には平井のロングインタビューが掲載され、付録としてオリジナルポストカードが付いていた[26][27]。
- 『大きな古時計』2003年11月、白泉社、ISBN 4592761014。出版ワークス、ISBN 9784907108700（復刻版）。
　伊藤正道のイラストレーション[28][29]。復刻版巻末にはオリジナルの楽譜と歌声が流れるQRコードを掲載[30]。

## 映画
本曲誕生の逸話を基にして、2006年にブロードバンドピクチャーズが運営する、NET CINEMA（OTTサービスによる配信企業）によって製作されたドラマ「大きな古時計」から16年を経て、劇場用映画として2022年12月に公開された。本作品は、同出演者（藤村知可）が同役で17年後にも登場して追加撮影が行われた。エンディングテーマを川畑要（CHEMISTRY）等、新たに5曲の劇中歌をレコーディングされ、オリジナル・サウンドトラックCDが、2021年7月7日リリースされている。2021年1月、劇場用映画として公開予定であったが、世界的な新型コロナウイルス感染拡大により、2022年12月16日に延期となった。
スタッフ
- 企画・製作・プロデュース・総監修：倉谷宣緒
- 製作：大和田廣樹・丸茂日穂
- 脚本：藤岡美暢
- 監督・編集：小林宏治
- 撮影：瀬長信治
- 音楽：伊東正美・太田佐和子

登場人物
- 西野耕平：松田悟志
- 相川彩華：松本まりか
- 西野雅也：藤沢大悟
- 彩華の孫娘：藤村知可
- 宿泊客：川島ケイジ（特別出演）・観月.（特別出演）・久保田洋司（特別出演）
- 耕平の養子：津波信一
- 耕平の父親：当山彰一
- 耕平の母親：小嶺和佳子
- 幼い耕平：村山廉織
- 幼い雅也：村山廉樹
- 骨董屋：島袋正美・吉田朝則
- 老いた彩華：島袋芳子
- ホテルのオーナー（耕平の養子）：津波信一
- お爺さん（老いた耕平）：北村三郎
- 旅人：加藤雅也（友情出演）

オープニングテーマ
「GRANDFATHER'S CLOCK」JONTE（ジョンテ）＆Eliana（エリアンナ）
劇中歌
「月になる」観月.
イメージソング
「序曲」川島ケイジ
主題歌
「大きな古時計」久保田洋司（THE 東南西北）
エンディングテーマ
「RIGHT NOW」川畑要（CHEMISTRY）
あらすじ
仲の良い兄弟、兄・西野耕平（松田悟志）と弟・雅也（藤沢大悟）は、両親を一度に交通事故で亡くしてしまう。一流シェフを目指し東京で修行をしていた耕平は、両親が遺した欧風ペンションを継ぐことを決心する。一方、雅也も画家を目指しながら協力することにした。ペンションを再開したものの客は来ず、小奇麗なロビーには、耕平が生まれた時に父が買ってくれた大きな柱時計が正確に時を刻んでいた。そこへ突然、舞い込んだ来た若い女性客、相川彩華（松本まりか）は、予約も無しに一人で長期滞在すると言う。どうも裕福な家庭に育った訳ありの家出娘らしい。怪しく思った兄弟は、断るつもりだったが、突然に大きな柱時計の鐘が鳴る。耕平は、柱時計がその客を歓迎したと思い了承した。困惑する雅也だったが、まったく女っけのない二人には新鮮に感じられ毎日楽しい日々が続く。いつしか兄弟は、彩華の天真爛漫な姿に惹かれて行く…。
ロケ地
沖縄県
公式サイト
映画『大きな古時計』公式サイト

## クラシックにおいて
ピアノ伴奏つきのチェロソロ曲として、比較的初心者のチェロ奏者用によく演奏される。また4パートほどに分けてチェロアンサンブルとしても演奏される事がある。もちろん編曲の内容によっては相当な難易度となることもあり、プロ奏者がCD収載曲として選択することもある。

## 評価
2003年（平成15年）にNPO「日本童謡の会」が全国約5800人のアンケートに基づき発表した「好きな童謡」ではアメリカの楽曲であることを理由に対象外とされたが、第10位に相当する票を集めた。

## 使用
- NHKの『英語であそぼ』で、英語版「Grandfather's Clock」が歌われた。
- アニメ『それいけ!アンパンマン』関連のアルバムに、ドリーミングの歌う「大きな古時計」が収録されることがある。
- アニメ映画『ちびまる子ちゃん』の劇中では、クリスマスの合唱コンクールでまる子のクラスである3年4組が「大きな古時計」を歌った。同映画のサウンドトラックアルバム『ちびまる子ちゃん オリジナル・サウンドトラック』（BMGビクター、規格品番：BVCR-2304）には劇中とは異なるバージョンで収録されている。
- アニメ『クレヨンしんちゃん』から派生したアルバム『クレヨンしんちゃん「どうよう きけばぁ〜」』に、園長先生（声優：納谷六朗）の歌う「大きな古時計」を収録。
- アニメ『わがまま☆フェアリー ミルモでポン!』から派生したアルバム『わがまま☆フェアリー ミルモでポン! フェアリーコンサート〜みんなで歌おう童謡まつり〜』に、南里侑香の歌う「大きな古時計」を収録。
- ゲーム『モエかん』の挿入歌として、成瀬未亜の歌う英語版「Grandfather's Clock」を使用（CD『骨董時計箱』に収録）。
- ゲーム『ヴィーナス&ブレイブス〜魔女と女神と滅びの予言〜』のエンディング曲として、小山裕香の歌う「大きな古時計」を使用。
- ゲーム『三味線ブラザーズ』に「大きな古時計」を収録。
- 近鉄特急の京都駅到着前の車内放送の冒頭に流される。
- ゲーム『アイドルマスター シンデレラガールズ』関連のアルバム『THE IDOLM@STER CINDERELLA MASTER Cool jewelries! 003』に、鷺沢文香（声優：M・A・O）が歌う「大きな古時計」を収録。アレンジは烏屋茶房が担当している。
- ゲーム『シンクロニカ』及びOST『シンクロニカ オリジナルサウンドトラック』に、Mi-yoが歌う英語版「Grandfather's Clock」を収録。アレンジはA-beeが担当。
- 大井川鉄道の転車台で、転車台回転時のメロディーに使われている。
- 東武鉄道太田駅の信号開通メロディとしても使用されている。
- セイコーファンタジアRE540Mの3・4時のメロディとしても使用されている。
- ゲーム『ネコぱら vol.3 ネコたちのアロマティゼ』の挿入曲として、メープル（声優：小倉結衣）の歌う「Grandfather's Clock」を使用。
- この曲は、Scott Cawthon が作成した 2014 年のホラー ゲーム、Five Nights at Freddy's 2 でも使用されました。アニマトロニクス キャラクターを 1 人遠ざけるためにオルゴールを巻き上げるたびに、この曲のコーラスが流れます。一方、他のアンタゴニストは影響を受けません。ニュートン・ブラザーズによってリメイクが作られ、2023年のファイブ・ナイツ・アット・フレディーズのクレジットの最後の曲として登場した。

## この歌を録音した歌手
- エヴァリー・ブラザース
- 田中星児
- 仁科竹人
- 森みゆき
- タンポポ児童合唱団
- 林アキラ
- 竹内浩明
- 平井堅
- JONTEとElianaによるデュエット
- 久保田洋司（The東南西北）

## 著作権情報
JASRACによると、翻訳前の元々の作詞・作曲に関しては著作権は消滅している。但し、「お祖父さんの時計」の訳詞者・門田ゆたか（1975年没）、「大きな古時計」の訳詞者・保富康午（1984年没）、「おじいさんの古時計」の訳詞者・高石ともや（2024年没）については2025年現在、没後70年経過していないので、これらの訳詞に関する著作権は有効である。